# You're Still the One
You're Still The One is een single van de Canadese zangeres Shania Twain. Met deze single maakte Twain haar debuut in Europa nadat zij al was doorgebroken in Canada, Noord-Amerika en Australië. De single is afkomstig van het album Come on Over, waarvan er 41 miljoen exemplaren verkocht werden.
Toen Twain en producer Robert John "Mutt" Lange halverwege de jaren negentig een romantische relatie kregen, was er kritiek op hun relatie vanwege het leeftijdsverschil. Hij was namelijk 17 jaar ouder dan zij en er werd gespeculeerd dat Twain hem destijds alleen gebruikte om haar carrière te bevorderen. In wezen hadden de critici niet verwacht dat hun relatie stand zou houden. Twain was het niet eens met deze kritiek en wilde in het openbaar aankaarten dat hun relatie wel succesvol was. Dit zorgde voor de inspiratie tijdens het schrijfproces van You're Still The One. In een interview met Top of the Pops in 1999 liet de zangeres weten dat zij en Lange nooit van plan waren een lied over zichzelf te schrijven, maar dat ze simpelweg beïnvloed waren door de perskritiek.

## Hitnotering
| "You're Still the One" in de Nederlandse Top 40 - binnen: 02-05-1998 | "You're Still the One" in de Nederlandse Top 40 - binnen: 02-05-1998 | "You're Still the One" in de Nederlandse Top 40 - binnen: 02-05-1998 | "You're Still the One" in de Nederlandse Top 40 - binnen: 02-05-1998 | "You're Still the One" in de Nederlandse Top 40 - binnen: 02-05-1998 | "You're Still the One" in de Nederlandse Top 40 - binnen: 02-05-1998 | "You're Still the One" in de Nederlandse Top 40 - binnen: 02-05-1998 | "You're Still the One" in de Nederlandse Top 40 - binnen: 02-05-1998 | "You're Still the One" in de Nederlandse Top 40 - binnen: 02-05-1998 | "You're Still the One" in de Nederlandse Top 40 - binnen: 02-05-1998 | "You're Still the One" in de Nederlandse Top 40 - binnen: 02-05-1998 | "You're Still the One" in de Nederlandse Top 40 - binnen: 02-05-1998 | "You're Still the One" in de Nederlandse Top 40 - binnen: 02-05-1998 | "You're Still the One" in de Nederlandse Top 40 - binnen: 02-05-1998 | "You're Still the One" in de Nederlandse Top 40 - binnen: 02-05-1998 |
| Week                                                                 | 1                                                                    | 2                                                                    | 3                                                                    | 4                                                                    | 5                                                                    | 6                                                                    | 7                                                                    | 8                                                                    | 9                                                                    | 10                                                                   | 11                                                                   | 12                                                                   | 13                                                                   | 14                                                                   |
| -------------------------------------------------------------------- | -------------------------------------------------------------------- | -------------------------------------------------------------------- | -------------------------------------------------------------------- | -------------------------------------------------------------------- | -------------------------------------------------------------------- | -------------------------------------------------------------------- | -------------------------------------------------------------------- | -------------------------------------------------------------------- | -------------------------------------------------------------------- | -------------------------------------------------------------------- | -------------------------------------------------------------------- | -------------------------------------------------------------------- | -------------------------------------------------------------------- | -------------------------------------------------------------------- |
| Nummer                                                               | 36                                                                   | 31                                                                   | 23                                                                   | 13                                                                   | 14                                                                   | 11                                                                   | 16                                                                   | 13                                                                   | 10                                                                   | 13                                                                   | 15                                                                   | 16                                                                   | 16                                                                   | 20                                                                   |
| Week                                                                 | 15                                                                   | 16                                                                   | 17                                                                   | 18                                                                   | 19                                                                   | 20                                                                   | 21                                                                   | 22                                                                   | 23                                                                   | 24                                                                   | 25                                                                   | 26                                                                   | 27                                                                   |                                                                      |
| Nummer                                                               | 21                                                                   | 22                                                                   | 21                                                                   | 25                                                                   | 29                                                                   | 29                                                                   | 30                                                                   | 36                                                                   | 36                                                                   | 36                                                                   | 34                                                                   | 35                                                                   | 36                                                                   | uit                                                                  |

### NPO Radio 2 Top 2000
| Nummer met noteringen in de NPO Radio 2 Top 2000 | '01 | '02 | '03 | '04 | '05 | '06  | '07  | '08 | '09  | '10  | '11-'23 | '24  |
| ------------------------------------------------ | --- | --- | --- | --- | --- | ---- | ---- | --- | ---- | ---- | ------- | ---- |
| You're Still the One                             | 847 | 634 | 672 | 651 | 790 | 1067 | 1227 | 897 | 1796 | 1619 | -       | 1953 |

1. ↑  Een '-' betekent dat het nummer niet was genoteerd en een vetgedrukt getal geeft de hoogste notering aan.
2. ↑  2001 was het eerste jaar met een notering voor dit nummer.